# Lã hoàng hậu (Lưu Hồng)
Lã hoàng hậu (chữ Hán: 呂皇后; ? – 180 TCN), là Hoàng hậu nhà Hán, hôn phối của Hán Hậu Thiếu Đế Lưu Hồng. Bà là con gái Lã Lộc và là cháu của Lã hậu.

## Tiểu sử
Năm 180 TCN, Lã hậu qua đời, lấy Lã Sản làm Tướng quốc, lập Lã thị làm Hoàng hậu. Không may, triều thần ra sức diệt trừ vây cánh họ Lã, Thiếu Đế Lưu Hồng cũng bị họ giết chết đề phòng hậu hoạn, Lã hoàng hậu có khả năng cũng chịu chung số phận như chồng mình.